# Joannes Philippus Spalthoff

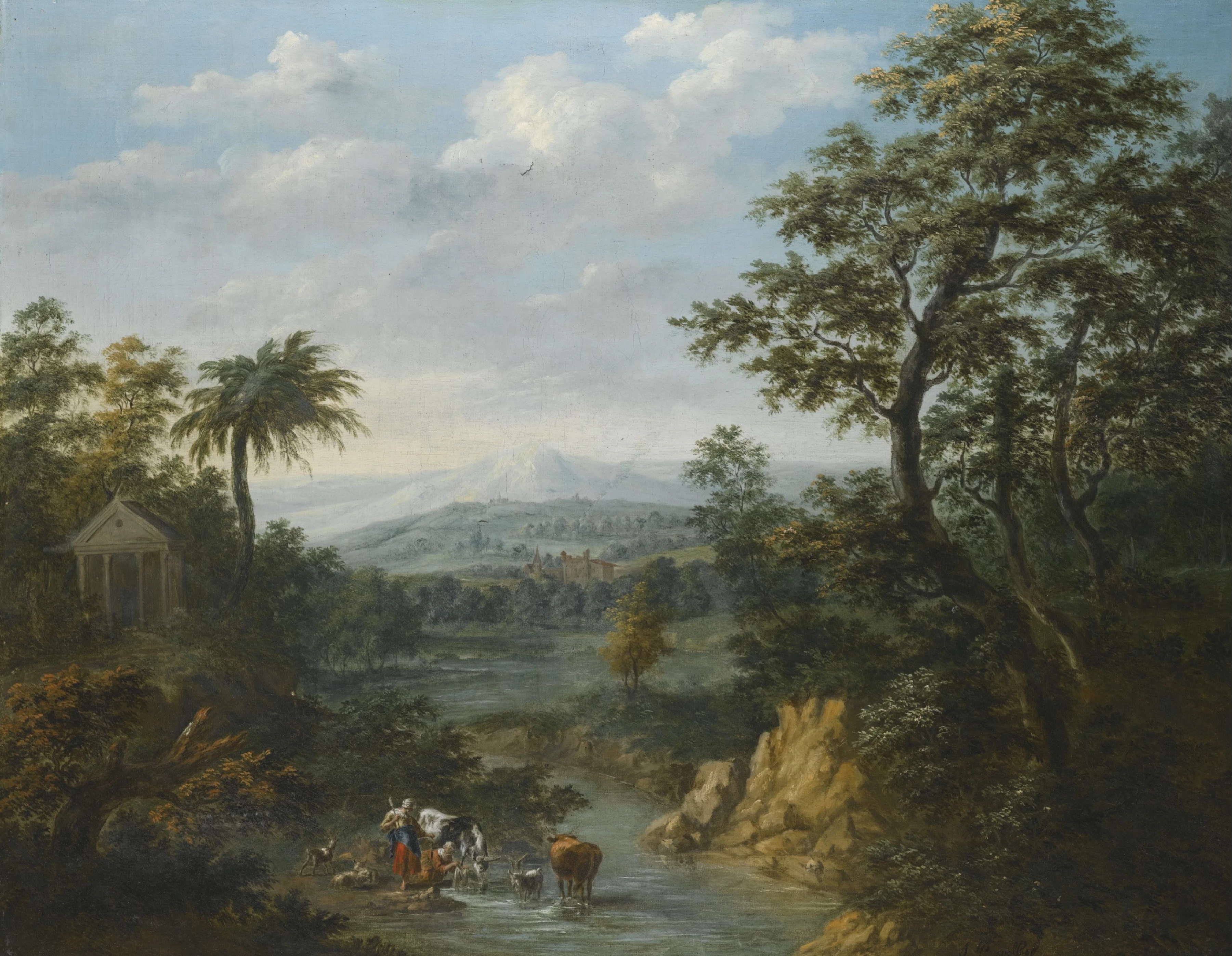
Landschap met twee vrouwen, dieren en een tempel naast een rivier (172)

Joannes Philippus Spalthoff (? - ?) was een Zuid-Nederlands schilder van genrevoorstellingen en landschappen, actief in de vroege 18e eeuw.
In 1700 schreef hij zich in bij het Antwerpse Sint-Lucasgilde, waar hij tussen 18 september 1700 en 20 september 1702 de status van meester behaalde. Van Spalthoff zijn verschillende werken bekend, gedateerd tussen 1712 en 1722. Een opvallend aspect van zijn leven was zijn verbondenheid met Rome; volgens kunstschrijver Arnold Houbraken maakte hij driemaal te voet de reis naar de Eeuwige Stad.
Zijn naam komt ook voor als Spalthoven, maar hij tekende zijn schilderijen met Spalthoff.
- RKD-Nederlands Instituut voor Kunstgeschiedenis: 74108
- Union List of Artist Names: 500024561
- Virtual International Authority File: 95832922